# ジョセフ・ウォール (植民地総督)

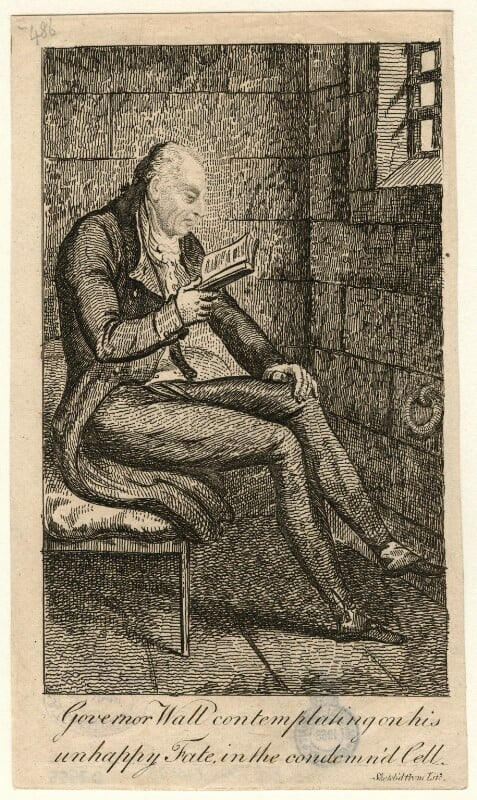
処刑を待つジョセフ・ウォール、1802年ごろ。

ジョセフ・ウォール（英語: Joseph Wall、1737年 – 1802年1月28日）は、グレートブリテン王国の軍人。セネガルのゴレ島の副総督を務めたが、部下を鞭打ちで死なせた。一時は大陸ヨーロッパに逃亡したが、のちに帰国して、裁判を経て絞首刑に処された。

## 生涯

### 生い立ち
ギャレット・ウォール（Garrett Wall）の息子として、1737年にダブリンで生まれた。長男であり、弟にオーガスティン（Augustine、1780年没）がいる。オーガスティンは1763年に七年戦争が終わるまでジョセフと一緒に陸軍の軍人を務め、その後はアイルランドで弁護士になり、発言者のフルネームが記載されるアイルランド議会の議事録を出版したことで知られた。もう1人の弟パトリックはのちにジョセフと一緒にゴレ島に向かった。両親はカトリックだったが、ジョセフたちはプロテスタントに改宗した。
身長6フィート4インチ (193 cm)で「上流階級の見た目」だったという。

### 各地で事件を起こす
『英国人名事典』、『アイルランド人名事典』などの文献で「15歳のときにダブリン大学トリニティ・カレッジに入学したが、学位を修得せず、1760年ごろに士官候補生として陸軍に入った。1762年のハバナの戦いで戦功を挙げて大尉に昇進した」と記載されるが、『オックスフォード英国人名事典』によれば大学の入学記録や学位授与記録にウォールの名前がなく、陸軍の人名リストにもウォールの連隊への配属辞令が記載されていない。一方で後年の裁判でウォールのハバナの戦いにおける勇敢さについての証言があったことから、陸軍の軍人だったことは明らかであり、同事典では戦地昇進かつ名誉昇進だったと推測している。
帰国した後、ウォールはイギリス東インド会社に就職してボンベイに赴いたが、数年後に決闘事件を起こして親しい友人を殺害してしまったため、辞任を余儀なくされ、アイルランドに帰った。アイルランドでは裕福な女性との結婚を目指して、父の領地にあるイン（宿屋）で会ったグレゴリー氏（Miss Gregory）に求婚しようとしたが、拒否されたため逆上してグレゴリー氏に暴行し、訴えられて有罪判決を受ける結果となった。
続いてイングランドに移り、ロンドンとイングランド各地の保養地を行き来して、ギャンブルと男女の情事に没頭したが、やがて借金が重なり、軍職を見つける必要が生じた。

### セネガンビア
1773年にセネガンビアのサン＝ルイに駐留した3個中隊の隊長職にありつけた。ウォールはセネガンビア総督のチャールズ・オハラから信頼され、1776年にオハラがセネガンビアを去ったときに駐留軍の司令官に任じられた。しかしオハラの後任でガンビア副総督だったマシアス・マクナマラ（Matthias Macnamara）は自身の昇進においてウォールがライバルになるとみなし、着任すると即座にウォールをガンビア副総督に任命した。
ウォールは任地ジェームズ島（現クンタ・キンテ島）に向かったが、ガンビア副総督への任命は昇進先というよりは流刑地のようであり、駐留軍の質も低かった。ウォールはマクナマラを上官としてみなさず、その命令を無視して独断で行動するようになり、マクナマラが調査を命じてそれが事実と認定された。
ウォールは病気になったが、マクナマラの命令を無視し続け、ついに1776年8月8日にサン＝ルイに戻ってマクナマラと直接対決しようとした。この行動が無断での職務放棄とみなされたため、ウォールは逮捕されてジェームズ島に戻され、10か月間裁判も治療もされないまま監禁された。
ウォールの健康が悪化する中、マクナマラの失政や現地民への残虐行為が本国に知られ、マクナマラが解任されてジョン・クラーク（John Clarke）がセネガンビア総督として1777年4月8日にサン＝ルイに到着した。ウォールは同年6月に裁判にかけられ、病身を押して自身を弁護した結果、罪状が大きく粉飾されたものとして無罪判決を勝ち取り、さらに自身の貨物を没収したマクナマラを訴えて1,527ポンドの損害賠償を勝ち取った。
ウォールは1778年5月28日にマクナマラの後任としてセネガンビア副総督に就任、1779年には帰国してロンドンでマクナマラによる逮捕と投獄について損害賠償を請求、そのうち投獄に関しては請求が認められ1,000ポンドを勝ち取った。

### ゴレ島
セネガンビアはクラークが1778年8月18日に死去、ウォールが不在だったこともあり1779年2月11日にフランス艦隊に降伏した。この状況に対し、ウォールはサー・エドワード・ヒューズ率いる艦隊とともにフランスが守備軍を配置していないゴレ島を占領、続いてジェームズ島にも向かったが、ジェームズ島の要塞は修復不能なほどに壊されていたため放棄された。ウォールは艦隊とともにバルバドスに向かった後、1780年にゴレ島に戻った。以降ウォールは2年間ゴレ島の総督を務めたが、その間に健康が悪化の一途をたどり、帰国を検討するようになった。またウォールと一緒にゴレ島に来た弟パトリックは到着して早々死去しており、死因は兄の命令でパターソン（Paterson）という人物が死ぬまで鞭打ちされたことを見たショックとされる。
1782年7月10日、駐留部隊の代表団がウォールと面会した。この代表団はベンジャミン・アームストロング軍曹（Benjamin Armstrong）が率いており、長らく少ない手当での生活を強いられていたため賃上げを求めてきた。ウォールは当時泥酔していたとされ、代表団を兵士反乱の容疑で逮捕した上、軍法会議を開かずに黒人奴隷に命じて鞭打ちの刑に処した。1802年の裁判で検事サー・エドワード・ロウが述べたところでは、ウォールはアームストロングの服を脱がすよう命じて縛り上げ、通常は軍法による刑罰を与える役割ではない黒人奴隷（通常は軍楽隊の鼓手かほかの兵士がその役割を務める）を呼びつけて、1人25回ずつアームストロングに鞭をふるって、合計で800回ふるった。アームストロングは5日後に死亡し、ほかにもトマス・アップトン（Thomas Upton）、ジョージ・パターソン（George Paterson）が同様の理由で死亡した。

### 1回目の裁判と逃亡
ウォール自身は事件の翌日にゴレ島を離れてイングランドに帰国（8月に到着）、本国への報告書で反乱について言及しなかった。しかしウォールの残虐さと恣意的な統治に関する噂が流れ、ついに部下のロバーツ大尉（Roberts）がウォールを虐待で訴えた。これによりウォールは1783年7月7日に軍法会議にかけられたが、証人を乗せた船が海難で失われたとされ、このときは無罪となった。
ウォールはバースに戻ったが、やがて証人たちが到着したため、1784年3月に殺人罪による逮捕令状が出され、ロンドンへの出頭命令が2人のメッセンジャーにより届けられた。ウォールは2人としばらく同行したのちレディングで逃亡、1802年の報道によれば「60マイル歩いた後馬車に乗ってスコットランドに向かい、大陸ヨーロッパに逃亡する機会を伺った」という。ウォールはスコットランドでフランシス・マッケンジー（Frances Mackenzie、1750年 – 1824年、フォートローズ卿ケネス・マッケンジーの六女）に出会い、1784年8月23日にオーストリア領ネーデルラントのオーステンデで結婚した。2人は子女を数人もうけた。
2人は以降偽名を名乗ってフランスとイタリアで過ごし、フランスでは「高名な学者で知識の豊富な人物」として知られた。のちに1802年の裁判ではゴードン・フォーブス将軍が1786年にパリでウォールに会ったことを証言し、ほかにも1795年にピサで、1799年にフィレンツェでの目撃証言があった。海外逃亡中にも数度秘密で帰国したことがあり、最終的には1797年に再びイングランドに引っ越した。1802年の報道によれば、これは妻の不動産が信託に預けられており、ウォールは信託からお金を引き出そうとするも「刑事起訴のリスクを冒さずに信託を訴えられない」弱点を突かれ、信託側から断られたためだという。
ロンドンに戻ったウォール夫婦はトムソン姓（Thompson）を名乗り、ベッドフォード・スクエアにあるハウスに住んだ。信託を訴えるにはまず刑事裁判を乗り切る必要があったが、ウォールはしばらく逡巡し、1801年10月25日にようやく内務大臣のチチェスター伯爵に手紙を書いて出頭の意思を示した。

### 2回目の裁判
ウォールはアームストロングを殺害した容疑で1802年1月20日9時から23時までオールド・ベイリーで裁判を受け、財務府裁判所主席判事アーチボルド・マクドナルドが裁判官を務めた。ウォールは無罪放免されることを信じ切っており、ニューマン・ノリス（のちロンドン市裁判所判事）の助けを借りつつ自身で弁論を行うことにし、証人尋問はジョン・ガーニーが担当した。検事は法務長官サー・エドワード・ロウが務めた。
この2回目の裁判では事件を目撃した士官が全員死去しており、当番の軍医だったフェリット氏（Mr Ferrit）が最も重要な証人となった。この証言は尋問でほとんど揺るがず、兵士反乱が起きたとする主張も軍法会議の記録がなく、ウォールが提出した報告書に反乱が言及されなかったことは認められなかった。ロウは黒人奴隷に鞭打ちを行わせたことを通常の手続きから外れた行動とした。ウォールは逃亡した理由を1784年時点で自身に対する偏見が強すぎて、公正な裁判を受けられないこととした。
裁判の結果は有罪判決だった。判決を聞いたウォールは絶望し、親しい友人の多くがウォールから離れた。妻の親族にあたる第11代ノーフォーク公爵チャールズ・ハワードが恩赦を求めて奔走し、枢密院は審議したが恩赦は下されなかった。ウォールの裁判は世論から注目されており、スピットヘッドとノアの反乱に参加した兵士が処刑されたためウォールだけ恩赦することは政治的に不得策だった。『英国人名事典』では仮に恩赦が下された場合、暴動が予想されるとした。

### 処刑
1802年1月28日午前8時、ウォールはニューゲート監獄から姿を現して処刑場に向かった。処刑場には民衆が見物に集まっており、『英国人名事典』によればエリザベス・ブラウンリッグ（1767年に処刑）以来の注目だった。ウォールはそのまま絞首刑に処された。しかし、処刑人ボッティング（Botting）は酔っており、処刑用のロープをうまくウォールの首に巻きつけなかったため、首を絞められたまま11分間もだえ苦しんだ末、それに気づいた人がウォールの足を引っ張って絶命させた。
ウォールの死体は名目的に解剖されたが、処刑後に公衆の目に晒されることはなく、ウォールの家族がフィランソロピー協会に50ギニー支払うとそのまま引き渡され、セント・パンクラス旧教会の墓地に埋葬された。
ウォールが死去した時点で妻フランシスと9歳ぐらいの息子が存命であり、詩人ジェームズ・モンゴメリーは1821年9月にフランシスがハロゲイトで一人歩いている様子を見て、「夫が逃亡、名声を失墜、さらに苦しんでいる時期でもひたすら夫についていた」と述懐した。

## 評価

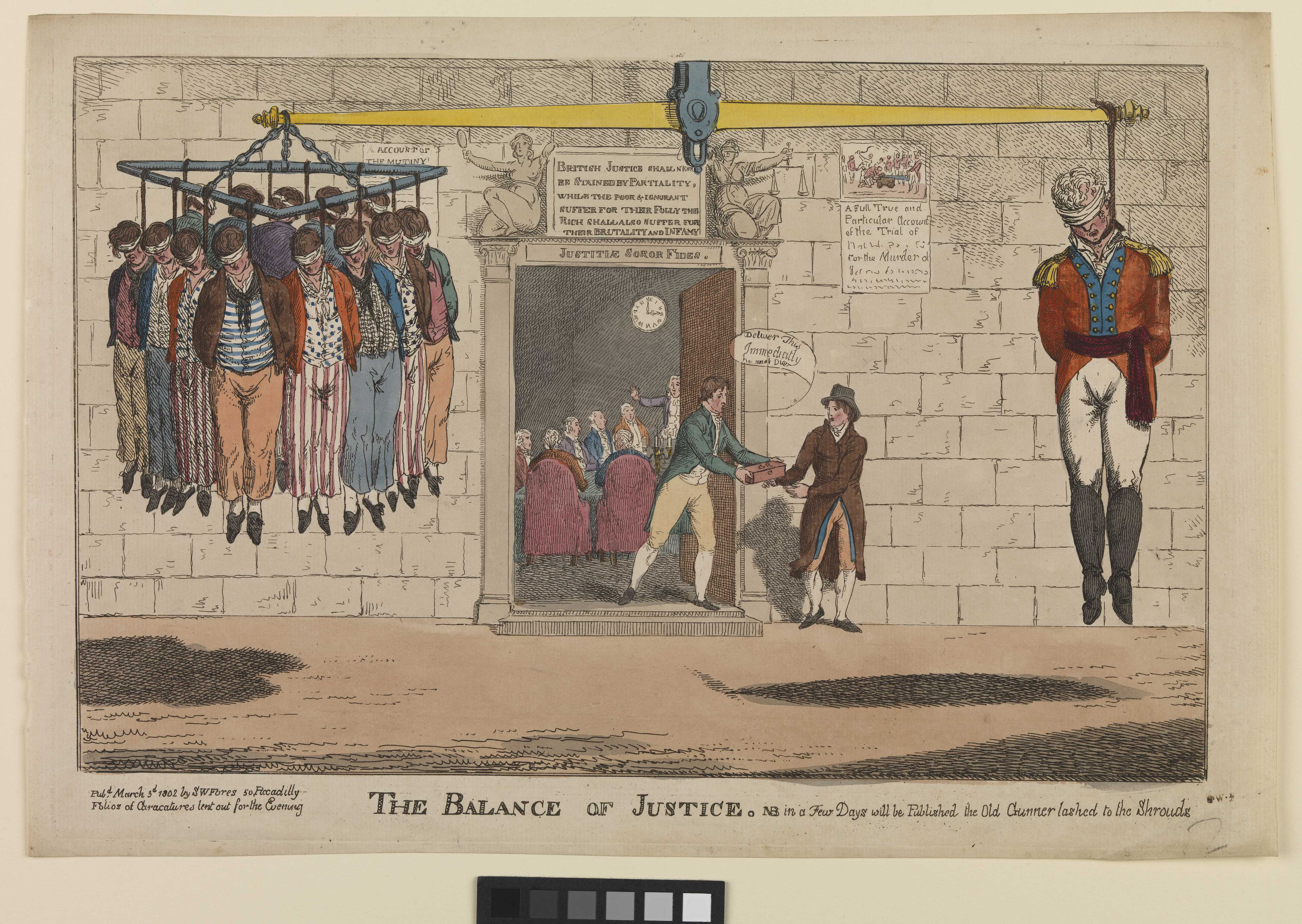
ノアの反乱で処刑された水兵13名とウォールの風刺絵。サミュエル・ウィリアム・フォアズ画、1802年。

ウォールの処刑は刑法が階級に関わらず適用された結果として、「イギリス司法の公正さの勝利」とみなされたが、実際にはほかの要因があったとされる。『アイルランド人名事典』では政府がほかの反乱兵士への警告として処刑したとし、詩人のロバート・サウジーは1808年に「彼が絞首刑に処されたのは鞭打ちで3人を死なせたためではなく、その手順が非公式であるためだった。イングランドの軍法は今日のヨーロッパで最も野蛮なものである」と評した。

## 関連図書
- MacCarthy, Dan (11 March 2019). "Infamous Irishman's part in the slave trade". Irish Examiner (英語).